# Vallby församling, Uppsala stift
Vallby församling var en församling i Uppsala stift och i Enköpings kommun i Uppsala län. Församlingen uppgick 2006 i Boglösa församling.

## Administrativ historik
Församlingen har medeltida ursprung. 
Församlingen utgjorde till 1799 ett eget pastorat för att därefter till 1943 vara moderförsamling i pastoratet Vallby och Arnö. Från 1943 till 1962 var församlingen annexförsamling i pastoratet Lillkyrka, Boglösa och Vallby. Från 1962 till 2006 var den annexförsamling i pastoratet Veckholm, Kungs-Husby, Torsvi, Lillkyrka, Boglösa och Vallby. Församlingen uppgick 2006 i Boglösa församling.

## Kyrkor
- Vallby kyrka, Uppland